# Andreas Latzko
Andreas Latzko (em húngaro: Latzkó Andor; Budapeste, 1 de setembro de 1876 – Amsterdã, 11 de setembro de 1943) foi um escritor, biógrafo e pacifista austro-húngaro.

## Obras
- Hans im Glück, peça (comédia). Data de publicação desconhecida.
- Der Roman der Herrn Cordé, romance. Data de publicação desconhecida.
- Apostel, peça (comédia). Data de publicação desconhecida.
- Menschen im Krieg (1918, traduzido como Homens em guerra)[1] romance. Rascher-Verlag, Zurique, 1917.
- Friedensgericht (1918), romance. Rascher-Verlag, Zurique, 1918.
- Der wilde Mann, romance. Rascher-Verlag, Zurique, 1918.
- Frauen im Krieg, ensaio. Rascher-verlag, Zurique, 1918.
- Sieben Tage, romance. 1931.
- Marcia Reale. Malik-Verlag, Berlim, 1932.
- Lafayette (1935), Methuen, Londres, 1936.